# Centro Gallego de Arte Contemporáneo
El Centro Gallego de Arte Contemporáneo (Centro Galego de Arte Contemporánea, CGAC) es un centro con sede en Santiago de Compostela (Galicia, España) que tiene como fin fomentar la cultura en Galicia mediante la exhibición, disfrute y conocimiento de las tendencias y corrientes de la creación artística contemporánea.

## La institución
El CGAC se creó al amparo del apartado 19 del artículo 27 del Estatuto de Autonomía de Galicia y mediante el Decreto 308/1989. Fue inaugurado en 1993, contando con programación estable desde 1995.
Tiene como objetivos y funciones principales los siguientes:
1. Promover el conocimiento y el acceso del público al arte contemporáneo.
2. Garantizar la protección, conservación y restauración de las obras artísticas que lo integran.
3. Exhibir colecciones para su contemplación y estudio.
4. Desarrollar programas de exposiciones temporales de arte contemporáneo.
5. Fomentar el acceso a las colecciones de los visitantes.
6. Configurar un fondo bibliográfico y documental.
7. Desarrollar las actividades didácticas respeto a sus contenidos.
8. Estudio y dictámenes técnicos que les sean requeridos.
9. Formación y perfeccionamiento de personal especializado en arte contemporáneo.
10. Desarrollar programas de investigación y elaborar y publicar catálogos y manuales.
11. Establecer relaciones de cooperación y colaboración con otras instituciones.
12. Desarrollar acciones conjuntas con otras entidades.

Su colección de arte contemporáneo está compuesta por los fondos de la Junta de Galicia, los fondos que adquirió el propio centro, y los procedentes de depósitos o donaciones. Destaca su inclusión de obras de artistas gallegos.
En la actualidad su reglamentación está dirigida por los siguientes órganos rectores:
- El patronato.
- La Dirección del Centro.
- La gerencia.

La Dirección del Centro Gallego de Arte Contemporáneo ha sido ejercida desde su fundación por las siguientes personas:
- Antón Pulido Nóvoa.
- Gloria Moure Cao.
- Miguel Fernández-Cid Enríquez.
- Manuel Olveira desde noviembre de 2005 a junio de 2009.
- Miguel von Hafe Pérez, desde noviembre de 2009 a diciembre de 2014.
- Santiago B. Olmo, desde julio de 2015[1]

Pertenece en la actualidad a la estructura orgánica de la Consejería de Cultura y Turismo de la Junta de Galicia.

## El edificio

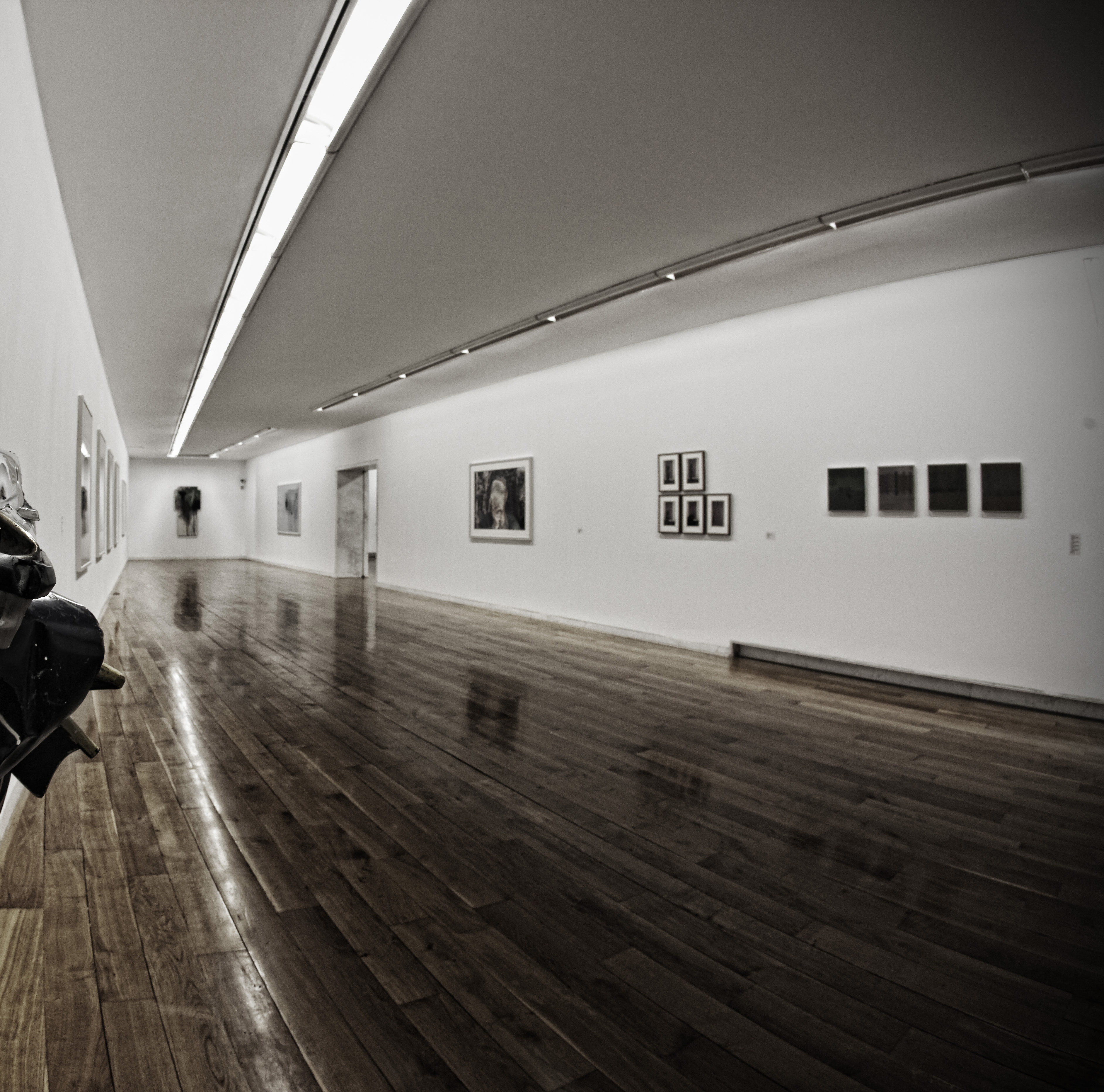

Fue diseñado por el arquitecto portugués Álvaro Siza entre 1988 y 1993, tras recibir el encargo de la administración gallega. El edificio forma parte de una oleada de museos que tuvo lugar en España tras el fin de la dictadura, que para Josep María Montaner "significaba recuperar el tiempo perdido en la creación de infraestructuras culturales".
Se encuentra en el límite de la ciudad monumental de Santiago de Compostela, en un espacio en el que comparte vecindad con el convento de Santo Domingo de Bonaval, donde se encuentra el Panteón de Galegos Ilustres y el Museo do Pobo Galego. También la recuperación del Parque de San Domingos llevada a cabo conjuntamente con la urbanista y paisajista gallega Isabel Aguirre, en el espacio contiguo al Centro Gallego de Arte Contemporáneo, respeta la distribución de la antigua huerta del convento, con la sucesión de terrazas, solución galaica al aprovechamiento del desnivel del terreno para la utilización agrícola.
Este sistema de desniveles de la antigua huerta tuvo una fuerte influencia en el propio edificio. Como el mismo Siza apunta: "Aquello es un jardín que sube escalonado, y hay marcas de las vías de acceso. Entonces, en función del nuevo uso del jardín, un jardín público, surgió la idea de subir por rampas y también por la escalera, una especie de zigzag que recorre el jardín... Si nos fijamos en el museo también la entrada está en zigzag, va subiendo y termina en la azotea. Por todo ello hay una enorme influencia del jardín en la propia organización del museo".
El edificio vino a resolver con acierto y brillantez la puesta en valor de una parte de Santiago de Compostela degradada unos años atrás cuando se abrió la calle Valle Inclán, hecho que desarticuló el equilibrio del conjunto histórico de la zona.
La construcción es respetuosa con el entorno y viene a complementar los espacios arquitectónicos generados por las fachadas del convento y la Iglesia de Santo Domingo de Bonaval, y al mismo tiempo, aporta una nueva fachada a la nueva calle.

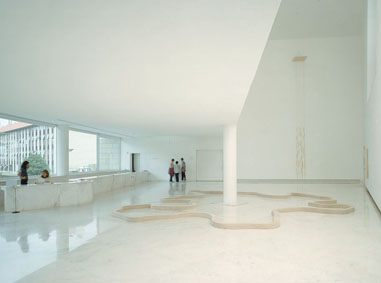
Jürgen Partenheimer, Centro Galego de Arte Contemporáneo, CGAC, Santiago de Compostela, 1999.

La estructura de su interior consta de un grande espacio, donde los juegos de volúmenes de las salas, los pequeños detalles escultóricos de la terraza o la presencia de la luz exterior, hacen del conjunto un capricho para que el visitante deguste en cada paso por su interior. Cuenta con varias salas de exposiciones distribuidas en tres niveles, auditorio, biblioteca, cafetería de uso público y zona de despachos de los servicios administrativos del Centro.
Es preciso destacar la sala denominada "doble espacio", entre la planta baja y la planta de exposición permanente, su vestíbulo de recepción y distribución, la terraza, etc., todas conectándose unas con las otras.
Los materiales empleados en la construcción respetan los materiales propios y definitorios de la ciudad de Santiago de Compostela, piedra y cristal en las fachadas, y en el interior mármol y madera. La adecuación al lugar dónde se construye y a su clima, junto al respeto e integración con el entorno, son las máximas desarrolladas por la arquitecto en la preparación de este proyecto.